# Eliyahu Koren

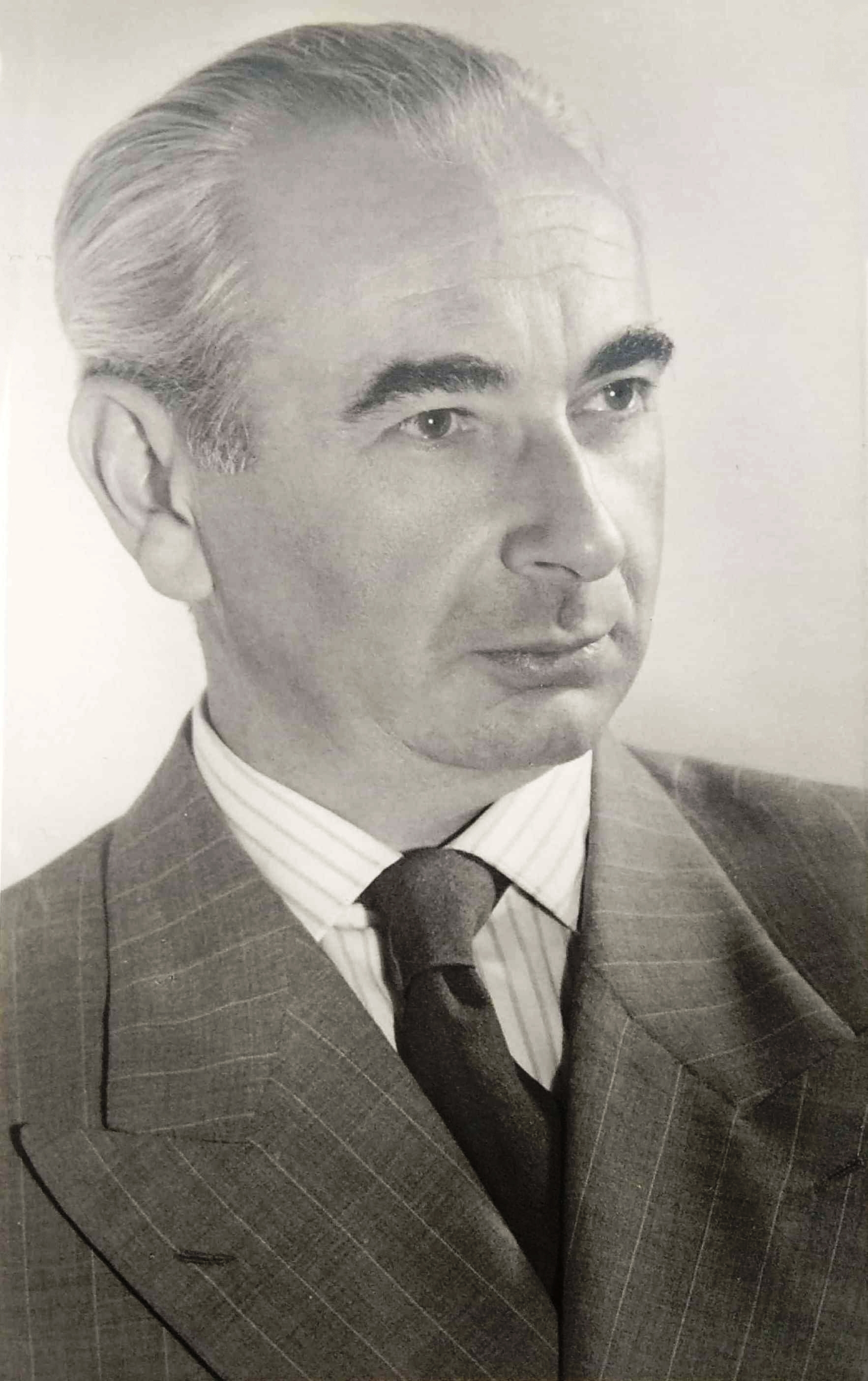
Eliyahu Koren, 1950er Jahre

Eliyahu Koren אליהו קורן, ursprünglich Elias Korngold (geb. 23. Juli 1907 in Nürnberg; gest. 17. Februar 2001 in Jerusalem) war ein israelischer Verleger und Schriftdesigner.

## Leben und Werk
Koren, ein Absolvent der Nürnberger Kunstschule, wurde nach seiner Einwanderung nach Palästina (1933) vom Jewish National Fund mit der Leitung seiner graphischen Abteilung betraut und hatte diese Aufgabe 21 Jahre inne. Auf seine Entwürfe gehen viele bekannte Motive des Staates Israel zurück, z. B. die erste israelische Briefmarke und das Stadtwappen von Jerusalem. 

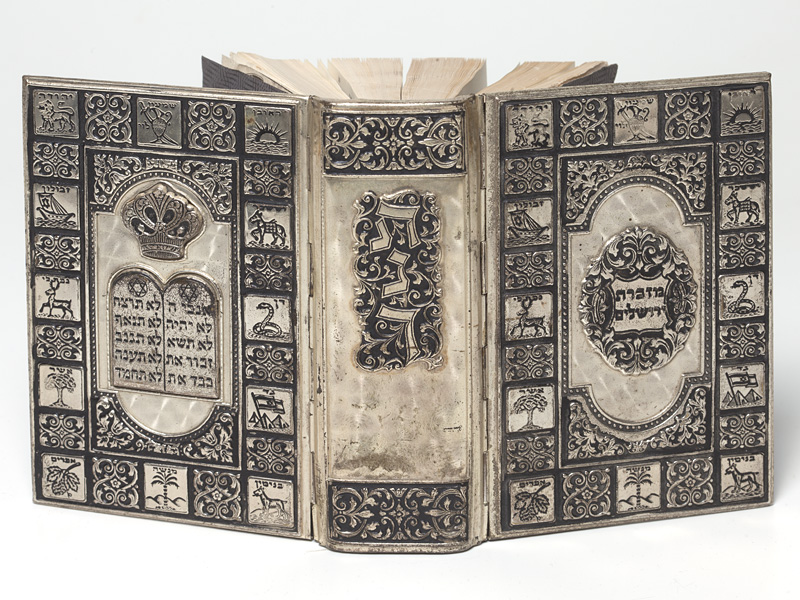
Tanach in der Sammlung des Jüdischen Museums der Schweiz, gedruckt in Israel 1962.

Im Jahr 1934 war Eliyahu Koren an der Gründung des Studios Hayad (übersetzt: Die Hand) mit dem Berliner Arzt und Autor Fritz Kahn beteiligt. Die beiden boten die Erstellung von Werbegrafiken sowie wissenschaftlicher und technischer Illustrationen an, wobei Kahn für die Konzeption und Koren für die gestalterische Umsetzung verantwortlich war.
Anfang der 1940er Jahre fragte Judah Magnes, der Präsident der Hebräischen Universität, Koren an, ob er eine neue Schriftart für eine geplante Edition der Hebräischen Bibel entwickeln könne. Umberto Cassuto war damit beschäftigt, die beste Textfassung für diese Bibel zu ermitteln. Aber sowohl Magnes als auch Cassuto verstarben, und die Druckerei der Hebräischen Universität druckte schließlich eine Edition des 19. Jahrhunderts mit Korrekturen nach. Eliyahu Koren jedoch verfolgte das Projekt selbständig weiter. Er entwickelte in seinem kleinen Jerusalemer Verlag (Koren Publishers Jerusalem Ltd.) eine hebräische Schriftart, die auf mittelalterlichen sefardischen Buchstabenformen beruhte und diese modernisierte. Es handelt sich bei der gebotenen Textfassung um einen „Mischtext aus Heidenheim, Letteris und Korrekturen aus Minḥat Shay, [der] aber Ausdruck nationaler Emanzipation in Form der Wiederaneignung der hebräischen Bibel durch die Juden in Israel“ war und sich zum Standardtext der hebräischen Bibel in Israel entwickelte.
Als Korens Hebräische Bibel schließlich 1962 im Druck erschien, war dies ein öffentliches Ereignis. Seit der Zeit der Inkunabeln war der Koren Tanach die erste von Juden gedruckte Bibelausgabe. Die Präsidenten des Staates Israel werden auf diese Bibel vereidigt; sie gilt als der wichtigste Beitrag des Zionismus zur Geschichte der Bibel. Es gibt zweisprachige hebräisch-englische Ausgaben mit dem offiziellen Namen The Jerusalem Bible, bekannt als The Koren Bible. 
Für den Koren Siddur, ein Gebetbuch mit ebenfalls zionistischer Ausrichtung (Gebete für Staat und Armee), entwarf Eliyahu Koren eine neue, eigene Schriftart.